# Medinawurm
Der Medinawurm (Dracunculus medinensis) oder Guineawurm ist ein parasitisch vorkommender Fadenwurm und der Erreger der Dracontiasis. Er kommt vor allem bei unzureichender Trinkwasserhygiene bei Menschen und Säugetieren vor, neben dem infizierten Menschen wird allerdings nur dem Hund eine begrenzte epidemiologische Bedeutung beigemessen (Dönges 1988). Der Name Medinawurm ist abgeleitet von der Stadt Medina in Saudi-Arabien.

## Verbreitung
Der Medinawurm war früher in den Feuchtgebieten Afrikas und von Ägypten über Pakistan bis Indien verbreitet. 1986 gab es 3,5 Millionen Infizierte. Durch Bekämpfungsmaßnahmen, insbesondere eine Präventionskampagne des Carter Centers in Atlanta, Georgia, wurde die Anzahl der Neuinfektionen auf 25.217 Infizierte im Jahr 2006 reduziert und die Verbreitung auf wenige Gebiete Afrikas beschränkt, hauptsächlich Sudan und Ghana.
Ende 2009 hat die WHO noch in Äthiopien, Ghana, Mali und Sudan neue Infektionen festgestellt. Im Sudan kamen die Infektionen ausschließlich im Süden vor, im heutigen Südsudan. Der Sudan in seinen jetzigen Grenzen wurde daher 2011 für Medinawurm-frei erklärt, ebenso wie Ghana. Seit 2011 war der Parasit hauptsächlich auf den Südsudan zurückgedrängt, über einzelne Vorkommen (wenige Prozent aller Fälle) wurde aus Äthiopien, Mali und Tschad berichtet. Vereinzelt werden Würmer im menschlichen Körper in andere Länder der Region getragen. 2017 wurden nur im Tschad und in Äthiopien (je 15) Infektionen des Menschen registriert.
Während 2011 noch 1060 Infektionen des Menschen durch den Wurm gemeldet wurden, lag die Zahl 2013 bei 148 und von 2014 bis 2018 jährlich unter 40. Im Jahr 2015 ging die Infizierung auf 22 Fälle zurück, jedoch begann der Wurm nun, jährlich rund 500 bis 1000 Hunde (fast ausschließlich im Tschad) zu befallen. Im Jahr 2017 wurden 30 Fälle beim Menschen, rund 800 bei Hunden und einige bei Pavianen registriert.  Im Jahr 2019 wurden 53 Infektionen weltweit registriert, davon 48 im Tschad und 4 in Südsudan. Im Jahr 2020 wurden 27 Infektionen des Menschen weltweit registriert, davon 13 im Tschad, 11 in Äthiopien und je eine in Angola, Mali und Südsudan, außerdem mehr als 1500 Infektionen des Hundes und 60 der Katze (2 wilder Katzen), weit überwiegend im Tschad, sowie einige solcher Tiere in Äthiopien (auch 4 Paviane) und Mali. Im Jahr 2021 wurden 14 Infektionen des Menschen weltweit registriert, davon 7 im Tschad, die übrigen in Südsudan, Mali und Äthiopien, außerdem mehr als 800 Infektionen des Hundes und 60 der Katze, weit überwiegend im Tschad, einige solcher Tiere in Äthiopien, Mali und im Grenzgebiet Kameruns zum Tschad.
Die tatsächliche Zahl der lebenden Würmer, insbesondere im Larvenstadium, ist deutlich höher, da meist nur die ausgewachsenen und befruchteten Weibchen am Ende ihres etwa einjährigen Lebens im Endwirt (Mensch, Hund, Katze, Pavian) als Infektion erfasst werden.

## Merkmale
Es herrscht ein starker Geschlechtsdimorphismus vor. Das Weibchen wird bei ca. 1 Millimeter Dicke etwa 50 bis 100 Zentimeter lang, das Männchen nur 3 bis 4 Zentimeter.

## Vermehrungszyklus

Lebenszyklus von Dracunculus medinensis

Als für die Entwicklung notwendige Zwischenwirte wirken Ruderfußkrebse, meist der Gattung Cyclops (Hüpferlinge). Der Mensch nimmt die von Wurmlarven befallenen winzigen Krebse mit dem Trinkwasser auf.
Die Larven werden im Magen freigesetzt, von dort aus gelangen sie in den Dünndarm und durchdringen die Schleimhaut. Im Retroperitonealraum vollenden sie ihre Entwicklung und paaren sich. Das Männchen stirbt anschließend und wird eingekapselt. Das befruchtete Weibchen wächst weiter, kann bis über einen Meter lang werden und wandert durch das Gewebe zu den Extremitäten, meist zu den Unterschenkeln oder Füßen. Dort siedelt es sich im Bindegewebe der Unterhaut an. Dies verursacht beim befallenen Menschen in der Regel extreme Schmerzen. Nicht selten kommt es ohne Behandlung durch Sekundärinfektionen zu tödlichen Komplikationen.
Das Kopfende des Wurms verursacht durch Abscheidungen ein taubeneigroßes Geschwür. Kommt dieses mit Wasser in Berührung, platzt die dünne Haut im Zentrum auf. Gleichzeitig reißt die Haut des dicht darunterliegenden Wurms und dessen Uterus, der Tausende von Larven ins Wasser entlässt. Anschließend zieht sich der Uterus wieder ins Geschwür zurück und bei erneuter Wasserbenetzung wiederholt sich der Vorgang. Nach zwei bis drei Wochen stirbt der weibliche Wurm.
Die Larven werden im Wasser von Krebsen gefressen und bohren sich durch deren Darmwand in die Leibeshöhle, um sich dort weiterzuentwickeln. Nach etwa zwei Wochen sind sie im dritten Larvenstadium und für den Menschen infektiös. Damit schließt sich der Vermehrungszyklus.

## Medinawurm und Mensch
Als Parasit des Menschen ist der Medinawurm seit dem Altertum bekannt und wird auch im Kanon der Medizin von Avicenna aus dem 11. Jahrhundert erwähnt. Seit 1986 wurden die Verbreitungsgebiete stark eingeengt. Nach den Pocken und der Rinderpest könnte als dritte Krankheit die Dracontiasis vollständig ausgerottet werden.

### Herausziehen des Wurms aus dem Körper
Die traditionelle Art der Entfernung des weiblichen Wurms geschah und geschieht in den Endemiegebieten auch heute noch mit einem Holzstäbchen. Damit wickelt man das Vorderende, das aus dem Geschwür herausbricht, jeden Tag ein Stück heraus, maximal 10 Zentimeter pro Tag, um ein Durchreißen des Wurms zu verhindern. Diese Art der Entfernung dauert einige Tage, manchmal aber auch viele Wochen. Misslingt diese klassische Entfernungsmethode, weil der Wurm durchreißt, so muss der in der Wunde verbliebene Teil des Wurms operativ entfernt werden, um Nachfolgeinfektionen zu verhindern.

### Vorbeugung und Bekämpfung
Die Kleinkrebse, die Medinawürmer in sich tragen, gelangen mit unaufbereitetem Trinkwasser in den Menschen. Um die Krebse aus dem Trinkwasser zu entfernen, kann z. B. ein fein gewebtes Stück Nylon als Filter benutzt werden. Seit 1986 verteilen Hilfsorganisationen wie das Carter Center solche Filtertücher in den Dörfern.
Eine weitere Möglichkeit besteht darin, das Wasser abzukochen oder die wurmtragenden Krebse mit Insektiziden abzutöten. Wasser kann mit einem zugelassenen Larvizid wie zum Beispiel Abate, das Ruderfußkrebse tötet, behandelt werden, ohne Menschen oder Tiere einem hohen Risiko auszusetzen.

### Sonstiges
Karl May beschreibt in seinem Roman Die Sklavenkarawane einen Krankheitsfall, bei dem ein Angehöriger des Stammes der Abaka ein Medinawurm-Geschwür im Gesicht hat. Auch die Entfernung mit einem Hölzchen wird beschrieben.
Eine Hypothese deutet das klassische medizinische Symbol des Äskulapstabes als einen auf einen Holzstab aufgewickelten Medinawurm, was jedoch neben anderen Argumenten der Verehrung der Schlange widerspricht.